# مارتي بيريز
مارتي بيريز (بالإنجليزية: Marty Perez)‏ هو لاعب كرة قاعدة أمريكي، ولد في 28 فبراير 1946 في فيساليا في الولايات المتحدة.

## وصلات خارجية
- مارتي بيريز على موقع جمعية أبحاث البيسبول الأمريكية (الإنجليزية)